# فرانتیشک آنتونین برابتس
فرانتیشک آنتونین برابتس (چکی: František Antonín Brabec؛ زادهٔ ۳۰ نوامبر ۱۹۵۴) فیلم‌بردار و کارگردان فیلم اهل جمهوری چک است.
از فیلم‌هایی که وی در آن نقش داشته‌است، می‌توان به باتوری و گل‌های وحشی اشاره کرد.